# Gmina New Wine

Położenie Gminy New Wine w hrabstwie Dubuque

Gmina New Wine (ang. New Wine Township) – gmina w USA, w stanie Iowa, w hrabstwie Dubuque. Według danych z 2000 roku gmina miała 4887 mieszkańców, a jej powierzchnia wynosi 94,8 km².